# Magda Irschick

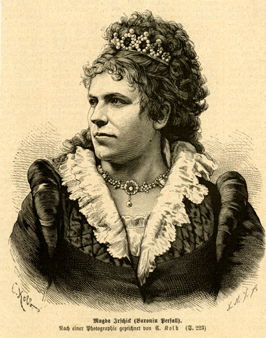
Magda Irschick

Magdalena Irschick, verehelichte Magda Freifrau von Perfall (10. Juli 1841 in Wien – 16. Jänner 1935 in Schliersee), war eine österreichisch-deutsche Theaterschauspielerin.

## Leben
Magdalena Irschick (Irschik) war die Tochter eines geachteten Kunsttischlers. Ihre ersten Anregungen, die für ihr künftiges Lebensgeschick bedeutsam werden sollten, empfing sie durch den Besuch des Burgtheaters. Besonders die Leistungen der Julie Rettich machten auf das junge Mädchen einen tiefen Eindruck. Ihre theatralische Ausbildung genoss sie von der Gattin des Karl Wilhelm Lukas und durch verschiedene Versuche auf dem Sulkowskyschen Theater.
Durch Empfehlung Heinrich Laubes, der sie geprüft und ihr Talent erkannt hatte, sie jedoch nur für kleinere Rollen an die Burg engagieren wollte, erhielt sie eine Empfehlung an das Hamburger Thaliatheater, in dessen Verband sie 1864 trat. Die Anfängerin kam jedoch in einem so glänzenden künstlerischen Rahmen nicht genügend zur Geltung und so nahm sie schon nach fünf Monaten Engagement in Königsberg.
Der deutsch-österreichische Krieg 1866 unterbrach ihre künstlerische Wirksamkeit und so versuchte sie sich als Vorleserin klassischer Dichtungen.
Bald darauf fand sie Engagement bei der Opermannschen Gesellschaft in Berlin, von wo sie nach Amerika ging, um dort als Partnerin von Bogumil Dawison aufzutreten. Sie debütierte in New York und wurde später in Philadelphia und Baltimore der Liebling des Publikums. Nach Dawison schloss sie sich Hermann Hendrichs an, mit welchem sie ebenfalls in Amerika gastierte und gemeinschaftlich die Heimreise nach Europa antrat. Auf seine Empfehlung hin wurde die Künstlerin zu einem Gastspiel ans Hoftheater in Berlin geladen, da aber bereits Louise Erhardt für ihr Fach engagiert war, verließ sie wieder Berlin (1869), nahm Engagement in Breslau, Königsberg und Köln. In Köln sah sie Heinrich Richter, der Deutschland durchreiste, um einen Ersatz für Clara Ziegler zu finden. Auf seinen Vorschlag wurde Irschik 1875 als Hofschauspielerin nach München berufen. 1877 wurde sie von Karl Hoff für die Rolle der „Geschichte“ auf dem Festspiel vor Kaiser Wilhelm I. im Künstlerverein Malkasten in Düsseldorf engagiert.
Im selben Jahr heiratete sie den Schriftsteller Anton von Perfall. Von da an begannen die großen Gastspielreisen, welche sie durch ganz Deutschland und Amerika führten. Auch war sie die erste deutsche Künstlerin von Bedeutung, welche in Amerika über das Felsengebirge bis an den Stillen Ozean vordrang und in San Francisco Triumphe feierte. Sie kehrte über Mexiko nach New York zurück. Dreimal erschien sie in Amerika.
1882 nahm sie noch einmal Engagement am Leipziger Stadttheater, zog sich aber 1883 teilweise von der Bühnentätigkeit nach Schliersee zurück. Nach 1883 absolvierte sie noch vereinzelt Gastauftritte. In Schliersee starb sie später hochbetagt im Alter von 93 Jahren.